# Fred Hesse
Fred Hesse (* 19. Oktober 1942 in Düsseldorf; † 10. Juni 2021) war ein deutscher Fußballspieler.

## Leben
Fred Hesse spielte zuerst ab der D-Jugend für Alemannia 08 Düsseldorf (fusionierte 2003 mit Rheinfranken Düsseldorf zur DJK SC Flingern 08, der 2013 insolvent und aufgelöst wurde),  wo er als linker Halbstürmer spielte. Seinen Wehrdienst als Funker leistete er in Buxtehude ab und spielte während dieser Zeit für den Buxtehuder SV, mit dem er 1963 in die Landesliga Hamburg aufstieg und dort in der Saison 1963/64 spielte, während seine Mitgliedschaft bei Alemannia 08 Düsseldorf ruhte, zu der er nach dem Wehrdienst zurückkehrte. 1966 wurde er vom damaligen Regionalligisten Fortuna Düsseldorf verpflichtet und wegen Verletzung der Amateurstatuten bis September 1966 gesperrt.
Er spielte von 1966 bis 1977 als Profifußballspieler für Fortuna Düsseldorf in der Fußball-Bundesliga und der Regionalliga West und erzielte als Abwehrspieler in 176 Bundesligaspielen zehn Tore für Fortuna Düsseldorf.
Sein Debüt hatte er im September 1966 am 3. Spieltag der Bundesliga-Saison 1966/67 bei der 2:4-Niederlage gegen Eintracht Frankfurt. In seiner ersten Saison wurde er zum Stammspieler und machte 27 Spiele als Verteidiger. Nach der Saison stieg Fortuna Düsseldorf in die zweitklassige Regionalliga West ab. Im entscheidenden letzten Spiel der Regionalliga-West-Saison 1970/71 gegen den VfR Neuss, das mit 3:1 endete, erzielte er das Tor zum 1:0. Durch den Sieg wurde die Qualifikation zur Aufstiegsrunde erreicht, in der Fortuna Düsseldorf sich als Gruppenerster ungeschlagen bei nur zwei Remis den Wiederaufstieg in die Bundesliga sicherte.
Ab Beginn der Fußball-Bundesliga-Saison 1971/72 war er Mannschaftskapitän. Im September 1973 schoss er das erste Europapokaltor von Fortuna Düsseldorf beim 1:0-Sieg gegen den dänischen Verein Næstved BK im Hinspiel der 1. Runde des UEFA-Pokals. Im April 1976 erlitt er eine schwere Knöchelverletzung und wurde für die restlichen sieben Spiele im Abstiegskampf der Bundesliga-Saison 1975/76 entgegen dem ärztlichen Rat mit schmerzstillenden Spritzen behandelt, um eingesetzt werden zu können. Zum Beginn der Bundesliga-Saison 1976/77 erfolgte eine Knöcheloperation. Wegen der Nachwirkungen der Verletzung musste er nach der Saison 1976/77 sein Profikarriere beenden, wobei es in seiner letzten Saison nur noch zu Einsätzen in 13 Freundschaftsspielen kam.
Nach seiner aktiven Zeit als Fußballer war er als  Maler und Lackierer bei der Stadt Düsseldorf angestellt. Außerdem war er mehr als 15 Jahre lang als Jugendtrainer für Fortuna Düsseldorf tätig. Mit der A-Jugend von Fortuna Düsseldorf erreichte er in der Saison 1992/93 die Meisterschaft der Niederrheinliga und die bisher letztmalige Teilnahme an der Endrunde der deutschen Meisterschaft, schied jedoch in der 1. Runde gegen die A-Jugend des VfB Stuttgart aus, die von Ralf Rangnick trainiert wurde. Fred Hesse gehörte zur 1982 gegründeten Traditionself Fortuna 70.
Hesse war verheiratet und lebte in Kaarst. Er war bis zu dessen Tod im Jahr 2016 mit Heinz Lucas, dem ehemaligen Trainer von Fortuna Düsseldorf befreundet. Im Juni 2021 starb Hesse im Alter von 78 Jahren nach längerer Krankheit.

## Statistiken
- Bundesliga (176 Spiele, 10 Tore)
- Regionalliga (121 Spiele, 6 Tore)
- DFB-Pokal (22 Spiele, 1 Tor)
- Europapokal (6 Spiele, 1 Tor)

## Erfolge
- 1971: Aufstieg in die Fußball-Bundesliga mit Fortuna Düsseldorf